# AN/SPS-49

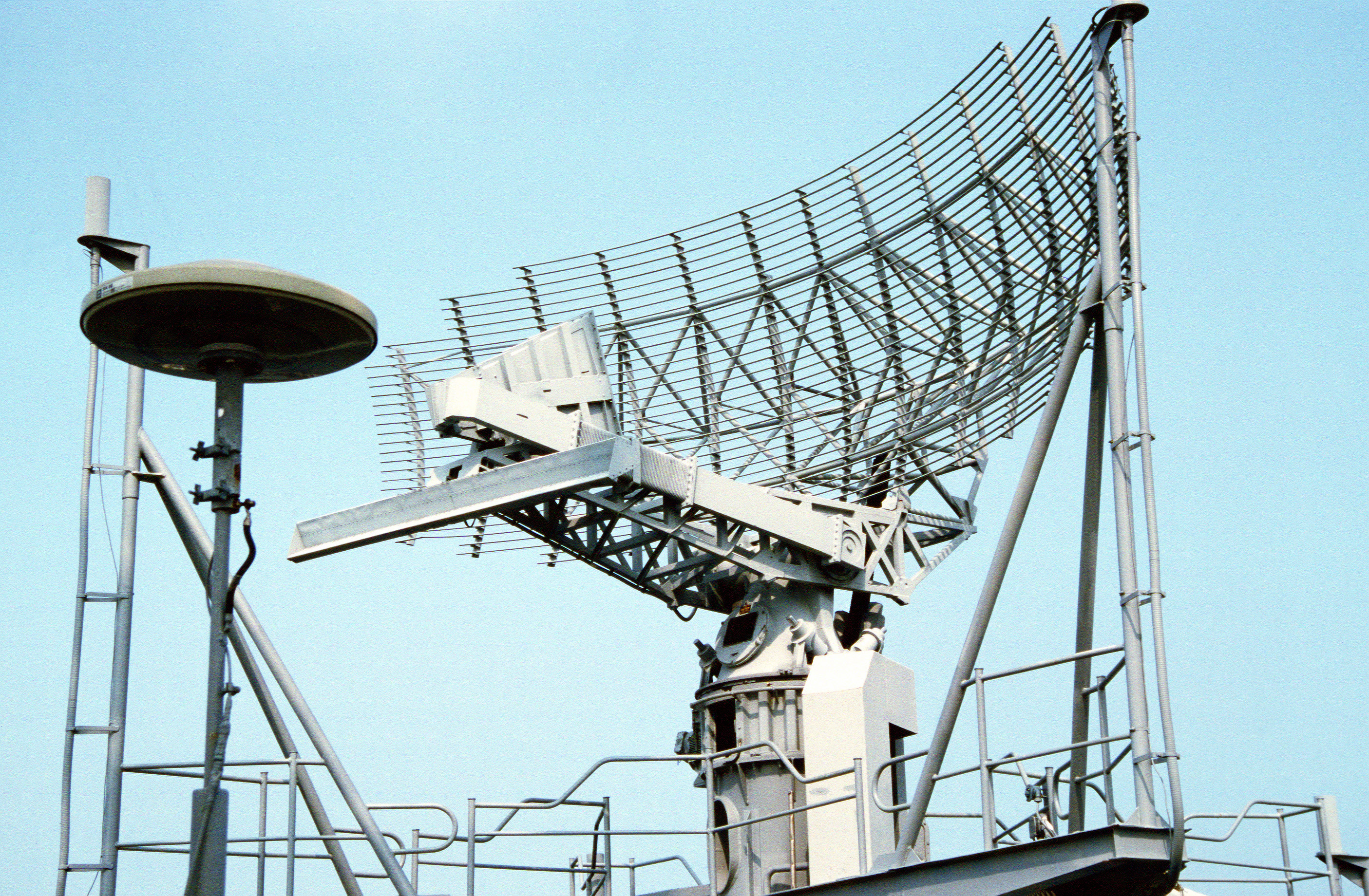
L'AN/SPS-49 de l'.

L'AN/SPS-49 est un radar de la marine américaine à deux dimensions de recherche et d'acquisition construit par Raytheon, qui est capable de fournir la distance et le vecteur vitesse de l'objectif : direction, sens et vitesse.

## Caractéristiques
Testé pour la première fois en 1965 à bord de l'USS Gyatt et déployé en 1975, l'AN/SPS-49 sert radar primaire de recherche air à bord de nombreux navires du monde entier. Il joue également un rôle complémentaire de l'AN/SPY-1 à bord des croiseurs Aegis. Il s'agit d'un radar fonctionnant en bande L avec des fréquences situées entre 850 et 942 MHz. Il dispose d'une portée de 250 milles marins (460 km), une altitude de détection de 45,72 km. L'antenne est de type parabolique en forme d'écorces d'orange qui crée un étroit faisceau de 3,3 degrés. Ce faisceau étroit réduit la probabilité de détection ou de brouillage. L'antenne mesure 7,3 m x 4,3 m. Il est aussi capable de tourner à 6 tr/min. pour la chasse lointaine et à 12 tr/min. en mode à courte portée. Il s'agit d'un radar tous azimuts d'une précision de 0,03 nautique et de 0,5 degré en azimut.

## Utilisateurs
Il s'agit d'un radar équipé sur de nombreux navires de la flotte américaine et sur des navires militaires espagnols, polonais, et taïwanais de la classe Oliver Hazard Perry, les frégates canadiennes de la classe Halifax, les frégates néo-zélandaises de la classe Anzac, et d'autres... Le radar servait auparavant dans un rôle complémentaire à bord des croiseurs équipés de l'Aegis avec l'AN/SPY-1, mais les systèmes sont actuellement retirés lors d'une modernisation de routine sans remplacement.

## Variantes
Depuis 2014, il existe dix configurations de l'AN/SPS-49(V) :
- AN/SPS-49(V)1 : radar de base (Divers CVN, LHA, le LSD et autres navires)
- AN/SPS-49(V)2 : radar modifié pour les frégates de la classe Oliver Hazard Perry
- AN/SPS-49(V)3 : version 1 dotée d'un processeur vidéo radar (RVP) d'une interface (FC-1) (sur l'USS Long Beach)
- AN/SPS-49(V)4 : version 1 dotée d'une nouvelle interface RVP (frégates de la classe Oliver Hazard Perry)
- AN/SPS-49(V)5 : version 1 dotée d'un système de détection automatique de cibles (ATD) et mise à niveau des nouvelles menaces (navires New Threat Upgrade (en) (NTU))
- AN/SPS-49(V)6 : version 3 avec un système doublé de câbles blindés et un système de refroidissement modifié (USS Ticonderoga (CG-47))
- 'AN/SPS-49(V)7 : version 5 avec le système de refroidissement de la version 6 (système de combat Aegis)
- AN/SPS-49(V)8 : version 5 améliorée de manière à inclure le système Tracker du système de combat Aegis
- AN/SPS-49(V)9 : version 5 mise à niveau PRF (mise à jour des nouvelles menaces)
- AN/SPS-49A(V)1 : développé au milieu des années 1990.